# إنقاذ الجلوكاجون
يعد إنقاذ الغلوكاغون حقن غلوكاغون عاجل في حالة نقص سكر الدم السكري الحاد. وهو مطلوب عند وقوع النوبات و/أو في حالة فقدان وعي مستخدم الأنسولين الذي لا يستطيع في هذه الحالة مساعدة نفسه. سوف يساعد الجلوكاغون على إخراج الجلوكوز المخزّن إلى مجرى الدم من جديد، مما يرفع نسبة الجلوكوز في الدم.
تم تبسيط الإنقاذ بصنع حقيبة إنقاذ نقص السكر في الدم، التي تتكون من:
- غلوكاغون إنساني مخلق بيولوجياً، مجمد ومجفف داخل قنينة.
- إبرة حقن قوية، مملوءة بسائل تعقيم مخفف.
- صندوق تخزين بلون أحمر أو برتقالي ساطع يتضمن التعليمات.

عند بداية ظهور أعراض نقص سكر الدم، يجب معالجة مستخدم الأنسولين على الفور عن طريق السكريات (الكابوهيدرات) لاستعادة معدلات الجلوكوز الآمنة في الدم (مما يمنع تفاقمه إلى نقص سكر الدم الحاد). إلا أن ليس كل مستخدمي الإنسولين إدراك أو الشعور بالعلامات المبكرة، خصوصا أثناء النوم. هذا يمكن أن يؤدي إلى حالة طارئة ناتجة عن افقدان الوعي، وعدم القدرة على البلع، والنوبات، وفي الحالات القصوى إلى الموت. ففي الماضي، تضمن العلاج توصيل وريدي للدكستروز (الجلوكوز) في غرفة الطوارئ عادة، إلا أن تأجيل العلاج بسبب رد فعل/ مفاجئة والنقل إلى مركز طبي مهدد للحياة.
تسهل حقيبة إنقاذ الغلوكاغون الإنقاذ السريع بحقن بسيط، الذي لا يتطلب أي خبرة طبية، ويمكن عمله بسرعة وسهولة خارج المركز الطبي.

## تعلميات إنقاذ الغلوكاغون

### تعليمات مختصرة
يمكن اختصار تعليمات استخدام حقيبة إنقاذ الغلوكاغون إلى أربع خطوات أساسية كما هو موضح في الصور التي بداخل غلاف الصندوق 
1. أفتح القنينة بفصل السدادة البلاستيكية عن القنينة الغلوكاغون،
2. أحقن المحلول المخفف في قنينة غلوكاغون مجفف بإزالة السدادة أولا من إبرة الحقن، ثم حقن السائل المخفف من الحقنة إلى قنينة الغلوكاغون،
3. يقلب أو يخض بسحب الحقنة من القنينة ولفها أو خضها بخفة باليد حتى تمام ذوبان مسحوق الجلوكاكون في السائل،
4. أحقن مزيج الغلوكاغون بإعادة غرز الإبرة في القنينة وسحب مزيج الغلوكاغون إلى الحقنة، ثم حقن ساق فاقد الوعي أو عضلة بطنه: نصف الجرعة تقربيا (حقيبة ليلي: 500 مكروجرام؛ 0.5 مللي نافونوردسك) للأطفال الصغار والجرعة كاملة تقريبا (حقيبة ليلي: 1000 مكروجرام؛ حقيبة نوفو نورديسك 1 مللي) للأطفال والبالغين. لف فاقد عليه على جانب المسعف في حالة استفراغهم فور إفاقتهم، وثم انتظار سريان مفعول الغلوكاغون.

### تعليمات الولايات المتحدة المثيرة للجدل
|  |  |

بالإضافة إلى التعليمات المختصرة حول هذه القضية، تحتوي حقائب إنقاذ الغلوكاغون التي تباع في الولايات المتحدة على نشرة تعليمات طويلة بخط مصغر. إن التعليمات مطوية بإحكام في لفافة ملزوقة عند أحد أطرافها. عند فتح التعليمات، قد يكون هذا مخيف بسبب طولها والكتابة المصغرة.
تنقسم التعليمات إلى نصفين. فالنصف الأيسر خاص بالصيادلي، في حين أن الجانب الأيمن خاص بمستخدم الحقيبة. تطلب التعليمات من الصيدلي قص النشرة الملفوفة نصفين، على أن يكون الجانب الخاص بالمستخدم داخل الحقيبة. مع ذلك، فنادرا ما يقوم الصيدلي بذلك، لذا من المحتمل حصول المستخدم على جميع التعليمات. ففي هذه الحالة. القراءة ابتداء من الجانب الأيسر أعلاه يتكلم عن الصيغة الكيمائية للغلوكاغون، ومتواليته العضوية، الحرائك الدوائية والديناميكا الدوائية ودواعي وموانع الاستعمال...إلخ قبل تعليمات الاستخدام الوقت النوبة.
على جانب الاستعمال، تشير التعليمات الخاصة بإعطاء الحقنة أنه يجب تنظيف مكان الحقنة باستخدام الكحول بقطنة قبل أخذ الحقنة، ثم يجب الضغط على مكان الحقنة بالقطنة بالكحول عند إزالة إبرة الحقنة. لا تتضمن الحقيبة قطن للتنظيف، ولا استخدامها مذكور في الإرشادات المختصرة. بينما يكون استخدامها عادة صحية، فليس من الضروري إعطاء دواء منقذ للحياة. على الرغم من أن المنقذين المحتملين قد يقررون عن طريق الخطأ تأجيل الإنقاذ وانتظار طاقم الطوارئ لأنهم ليسوا على استعداد لإعطاء حقنة طبية معقمة.
صممت الحقيبة خصيصا لتسهيل عملية الإنقاذ لأشخاص غير متخصصين باتباع أربع خطوات بسيطة مصورة داخل الغلاف. في الوقت الذي قد تكون فيه نشرة التعليمات مفيدة للصيدلي وتسبق تأهيل إعطاء الغلوكاغون كدواء، تثني النشرة عن الاستخدام الحقيقي والصحيح للمنتج.

### تعليمات خاصة بمستخدمي حقيبة إنقاذ الجلوكاكون في المملكة المتحدة
هذه التعليمات تكون مصاحبة للحقيبة كما هو مذكور في المملكة المتحدة، ورغم أنها مشروحة في أربع خطوات ضرورية موضحة بصور إرشادية.داخل رأس غطاء صندوق حقيبة إنقاذ الغلوكاغون، مازلت واضحة وأقل تعقيداً من تعليمات الولايات المتحدة، كما هو مفصل أعلاه. مع ذلك، صـُممت الحقيبة خصيصا لتسهيل عملية الإنقاذ خارج مركز طبي من قبل غير المتخصصين، ويجب أن تكون الخطوات الأربع الضرورية، كما هو موضح داخل صندوق من البلاستيك، واضحة بما فيه الكافية لا وتحتاج هذه التعليمات الإضافية عند حدوث حالة طبية طارئة.
رابط إلى التعليمات[وصلة مكسورة]

## السياسات الخاصة بإنقاذ الجلوكاغون
ازداد الوعي العام لأشكال أخرى لإجراءات إنقاذ الحياة بشكل ضخم في الماضي، مثل:
- التنفس الصناعي (أو من «فم» لـ«فم»)
- الإنعاش القلبي الرئوي (CPR)
- دسرة (حركة أمامية قوية ومفاجئة) بطنية، إلخ.

لكن، رغم العلاقات العامة لزيادة وعي مقدرة إنقاذ الحياة بإنقاذ الغلوكاغون، فهي لا تزال غير معروفة بشكل كبير لدي عامة الناس. شـُوهد مثال سئ لسياسات مدرسة خاصة وبعض عقود نقابة المعلمين في الولايات المتحدة، التي تأمر معلمي النقابة بعدم السماح بنقل الغلوكاغون أو حتى تدريبهم على إعطاء الغلوكاغون.

هذا قد يكون فقط بسبب الجهل بالغلوكاغون كإجراء منقذ للحياة، حيث أنه من غير المعقول بالتأكيد منع تدريب أو تقديم الإنعاش القلبي الرئوي أو أي إسعاف أولي آخر لإنقاذ الحياة في مدرسة خاصة.
يحمل بعض مستخدمي الإنسولين الآن الحقيبة في كل الأوقات. فمن الضروري أن يتعلم العامة تفتيش فاقد الوعي بحثاعن بطاقة تعريف طبية معدنية: وبناء على إيجاد معلومات حول السكري أو استخدام الأنسولين، فيجب على العامة تعلم تفتيش فاقد الوعي بحثا عن حقيبة إنقاذ الغلوكاغون واستخدامها.

## تعليمات الجرعة الدنيا للغلوكاغون
إن دافع من وراء الجرعة الدنيا هو تفادي حالة مفاجئة قد تحتاج إلى إنقاذ الغلوكاغون. هذا قد يكون ضروري في حالات مثل عند إعطاء الطفل المصاب بالسكري حقنة الأنسولين قبل الإفطار، وتناوله الطعام، ثم استفراغه وعدم قدرته على الأكل مرة أخرى: بحقن الإنسولين في مجرى الدم وعدم وجود السكريات (الكربوهيدرات) لتعويضها، قد يحدث نقص سكر الدم المفاجئ.
لتجنب نقص سكر الدم الحاد (أو كبديل لتهـّرب من نزهة إلى المستشفى لأجل غلوكاغون وريدي)، يمكن استخدام الغلوكاغون من حقيبة الطوارئ بـجرعة محسوبة للحفاط على نسبة الجلوكوز في الدم. فبدلا من حقنة الغلوكاغون الإسعافية وإبرتها الكبيرة المملة، يمكن استخدام حقنة إنسولين U-100 القياسية. الجرعة الموصى بها هي:
- وحدتين (20 مكروجرام) لعمر سنتين أو أقل
- من سن 2 إلى 15 1 وحدة (10 مكروجرام) لكل سنة عمرية (6 وحدات لسن 6 سنوات، وهكذا..)
- سن وما فوق: 15 وحدة (150 مكروجرام) [7]

يجب تكرار معالجة الجرعة الدنيا عند الحاجة، للحفاظ على سكر في الدم حتى يتمكن من تناول الطعام.
أظهرت الدراسات الطبية أن الجرعة الدنيا للإنقاذ مقبولة جدا ومؤثرة 

## قراءات إضافية
قد يثير البحث العلمي التالي اهتمام من يود معرفة المزيد عن إنقاذ الغلوكاغون في نقص سكر الدم الحاد:
1. Carstens S, Sprehn M. Prehospital treatment of severe hypoglycaemia: A comparison of intramuscular glucagon and intravenous glucose. Prehospital Disaster Med 1998;13:44-50.
2. Frier BM. Hypoglycaemia in type 2 diabetes. Diabetic Hypoglycaemia Jun 2008;2:2-7
3. Harris G, Diment A, Sulway M, Wilkinson M. Glucagon administration – underevaluated and undertaught. Pract Diabetes Int 2001;18:22-5
4. Namba M, Hanafusa T, Kono N, Tarui S. Clinical evaluation of biosynthetic glucagon treatment for recovery from hypoglycemia developed in diabetic patients. The GL-G Hypoglycemia Study Group. Diabetes Res Clin Pract 1993;19:133-8.
5. Vukmir RB, Paris PM, Yealy DM. Glucagon: Prehospital therapy for hypoglycaemia. Ann Emerg Med 1991;20:375-9.